# Quercus hypoleucoides
Quercus hypoleucoides är en bokväxtart som beskrevs av Aimée Antoinette Camus. Quercus hypoleucoides ingår i släktet ekar, och familjen bokväxter. Inga underarter finns listade.